# Campionati mondiali di biathlon 2015
I Campionati mondiali di biathlon 2015 si sono svolti a Kontiolahti, in Finlandia, dal 5 al 15 marzo. Tutte le gare erano valide anche ai fini della Coppa del Mondo 2015.

## Selezione della città ospitante
Kontiolahti ha avuto 23 voti contro i 20 ottenuti da Oslo Holmenkollen al IX congresso IBU, tenutosi il 5 settembre 2010 a San Pietroburgo. In precedenza la località finlandese aveva ospitato i Mondiali del 1999 e il recupero di una gara dei Mondiali del 1990 di Minsk.

## Risultati

### Uomini

#### Sprint 10 km
| Pos. | Atleta               | Nazione   | Tempo   |
| ---- | -------------------- | --------- | ------- |
| 1    | Johannes Thingnes Bø | Norvegia  | 24:12,8 |
| 2    | Nathan Smith         | Canada    | 24:24,9 |
| 3    | Tarjei Bø            | Norvegia  | 24:38,1 |
| 4    | Simon Fourcade       | Francia   | 24:42,3 |
| 5    | Erik Lesser          | Germania  | 24:43,1 |
| 6    | Evgenij Garaničev    | Russia    | 24:48,4 |
| 7    | Michal Šlesingr      | Rep. Ceca | 24:48,9 |
| 8    | Vladimir Iliev       | Bulgaria  | 24:53,0 |
| 9    | Ondřej Moravec       | Rep. Ceca | 24:56,7 |
| 10   | Benedikt Doll        | Germania  | 24:59,3 |

7 marzo

#### Inseguimento 12,5 km
| Pos. | Atleta               | Nazione   | Tempo   |
| ---- | -------------------- | --------- | ------- |
| 1    | Erik Lesser          | Germania  | 30:47,9 |
| 2    | Anton Šipulin        | Russia    | 31:04,9 |
| 3    | Tarjei Bø            | Norvegia  | 31:06,6 |
| 4    | Michal Šlesingr      | Rep. Ceca | 31:08,3 |
| 5    | Ole Einar Bjørndalen | Norvegia  | 31:31,8 |
| 6    | Vladimir Iliev       | Bulgaria  | 31:33,8 |
| 7    | Martin Fourcade      | Francia   | 31:49,9 |
| 8    | Jakov Fak            | Slovenia  | 31:52,4 |
| 9    | Ondřej Moravec       | Rep. Ceca | 31:54,6 |
| 10   | Simon Fourcade       | Francia   | 31:56,5 |

8 marzo

#### Partenza in linea 15 km
| Pos. | Atleta               | Nazione   | Tempo   |
| ---- | -------------------- | --------- | ------- |
| 1    | Jakov Fak            | Slovenia  | 36:24,9 |
| 2    | Ondřej Moravec       | Rep. Ceca | 36:25,9 |
| 3    | Tarjei Bø            | Norvegia  | 36:28,6 |
| 4    | Ole Einar Bjørndalen | Norvegia  | 36:35,1 |
| 5    | Michal Šlesingr      | Rep. Ceca | 36:43,3 |
| 6    | Johannes Thingnes Bø | Norvegia  | 36:43,6 |
| 7    | Anton Šipulin        | Russia    | 36:47,7 |
| 8    | Simon Schempp        | Germania  | 36:50,5 |
| 9    | Simon Fourcade       | Francia   | 36:52,8 |
| 10   | Martin Fourcade      | Francia   | 36:55,8 |

15 marzo

#### Individuale 20 km
| Pos. | Atleta               | Nazione   | Tempo   |
| ---- | -------------------- | --------- | ------- |
| 1    | Martin Fourcade      | Francia   | 47:29,4 |
| 2    | Emil Hegle Svendsen  | Norvegia  | 47:50,3 |
| 3    | Ondřej Moravec       | Rep. Ceca | 48:09,9 |
| 4    | Simon Fourcade       | Francia   | 48:15,1 |
| 5    | Serhij Semenov       | Ucraina   | 48:25,4 |
| 6    | Ole Einar Bjørndalen | Norvegia  | 48:41,5 |
| 7    | Johannes Thingnes Bø | Norvegia  | 48:43,6 |
| 8    | Simon Schempp        | Germania  | 48:44,3 |
| 9    | Aleksej Volkov       | Russia    | 49:12,3 |
| 10   | Jakov Fak            | Slovenia  | 49:14,9 |

12 marzo

#### Staffetta 4x7,5 km
| Pos. | Nazione     | Atleti                                                                       | Tempo     |
| ---- | ----------- | ---------------------------------------------------------------------------- | --------- |
| 1    | Germania    | Erik Lesser Daniel Böhm Arnd Peiffer Simon Schempp                           | 1:13:49,5 |
| 2    | Norvegia    | Ole Einar Bjørndalen Tarjei Bø Johannes Thingnes Bø Emil Hegle Svendsen      | 1:14:04,9 |
| 3    | Francia     | Simon Fourcade Jean-Guillaume Béatrix Quentin Fillon Maillet Martin Fourcade | 1:14:23,1 |
| 4    | Russia      | Evgenij Garaničev Aleksej Volkov Dmitrij Malyško Anton Šipulin               | 1:14:39,2 |
| 5    | Austria     | Daniel Mesotitsch Simon Eder Sven Grossegger Dominik Landertinger            | 1:14:44,3 |
| 6    | Rep. Ceca   | Michal Krčmář Jaroslav Soukup Michal Šlesingr Ondřej Moravec                 | 1:14:44,6 |
| 7    | Svizzera    | Mario Dolder Benjamin Weger Serafin Wiestner Ivan Joller                     | 1:15:38,3 |
| 8    | Slovenia    | Janez Marič Klemen Bauer Jakov Fak Rok Tršan                                 | 1:15:38,7 |
| 9    | Ucraina     | Dmytro Pidručnyj Artem Pryma Oleksandr Žyrnyj Serhij Semenov                 | 1:16:21,0 |
| 10   | Bielorussia | Uladzimir Čapelin Dzmitryj Dzjužaŭ Dzmitryj Abašaŭ Jury Liadaŭ               | 1:16:24,2 |

14 marzo

### Donne

#### Sprint 7,5 km
| Pos. | Atleta               | Nazione  | Tempo   |
| ---- | -------------------- | -------- | ------- |
| 1    | Marie Dorin          | Francia  | 22:16,8 |
| 2    | Weronika Nowakowska  | Polonia  | 22:26,4 |
| 3    | Valentyna Semerenko  | Ucraina  | 22:36,5 |
| 4    | Laura Dahlmeier      | Germania | 22:45,9 |
| 5    | Krystyna Pałka       | Polonia  | 22:56,5 |
| 6    | Ekaterina Šumilova   | Russia   | 23:05,6 |
| 7    | Magdalena Gwizdoń    | Polonia  | 23:08,6 |
| 8    | Andreja Mali         | Slovenia | 23:18,7 |
| 9    | Ol'ga Abramova       | Ucraina  | 23:19,8 |
| 10   | Franziska Hildebrand | Germania | 23:26,6 |

7 marzo

#### Inseguimento 10 km
| Pos. | Atleta               | Nazione     | Tempo   |
| ---- | -------------------- | ----------- | ------- |
| 1    | Marie Dorin          | Francia     | 30:07,7 |
| 2    | Laura Dahlmeier      | Germania    | 30:23,0 |
| 3    | Weronika Nowakowska  | Polonia     | 30:39,3 |
| 4    | Ekaterina Šumilova   | Russia      | 30:56,4 |
| 5    | Gabriela Soukalová   | Rep. Ceca   | 31:05,7 |
| 6    | Franziska Hildebrand | Germania    | 31:07,7 |
| 7    | Dar″ja Domračava     | Bielorussia | 31:12,2 |
| 8    | Krystyna Pałka       | Polonia     | 31:19,9 |
| 9    | Dorothea Wierer      | Italia      | 31:23,8 |
| 10   | Ol'ga Abramova       | Ucraina     | 31:34,2 |

8 marzo

#### Partenza in linea 12,5 km
| Pos. | Atleta               | Nazione     | Tempo   |
| ---- | -------------------- | ----------- | ------- |
| 1    | Valentyna Semerenko  | Ucraina     | 34:32,9 |
| 2    | Franziska Preuß      | Germania    | 34:39,1 |
| 3    | Karin Oberhofer      | Italia      | 34:45,5 |
| 4    | Dar″ja Domračava     | Bielorussia | 34:47,6 |
| 5    | Gabriela Soukalová   | Rep. Ceca   | 34:59,1 |
| 6    | Franziska Hildebrand | Germania    | 35:04,6 |
| 7    | Laura Dahlmeier      | Germania    | 35:12,8 |
| 8    | Marie Dorin          | Francia     | 35:13,9 |
| 9    | Anaïs Bescond        | Francia     | 35:14,4 |
| 10   | Ekaterina Šumilova   | Russia      | 35:14,7 |

15 marzo

#### Individuale 15 km
| Pos. | Atleta               | Nazione   | Tempo   |
| ---- | -------------------- | --------- | ------- |
| 1    | Ekaterina Jurlova    | Russia    | 41:32,2 |
| 2    | Gabriela Soukalová   | Rep. Ceca | 41:55,4 |
| 3    | Kaisa Mäkäräinen     | Finlandia | 41:56,6 |
| 4    | Dorothea Wierer      | Italia    | 41:57,0 |
| 5    | Dar'ja Virolajnen    | Russia    | 42:10,1 |
| 6    | Laura Dahlmeier      | Germania  | 42:12,7 |
| 7    | Anaïs Bescond        | Francia   | 42:37,9 |
| 8    | Veronika Vítková     | Rep. Ceca | 42:53,4 |
| 9    | Monika Hojnisz       | Polonia   | 42:54,2 |
| 10   | Franziska Hildebrand | Germania  | 43:54,7 |

11 marzo

#### Staffetta 4x6 km
| Pos. | Nazione     | Atlete                                                                     | Tempo     |
| ---- | ----------- | -------------------------------------------------------------------------- | --------- |
| 1    | Germania    | Franziska Hildebrand Franziska Preuß Vanessa Hinz Laura Dahlmeier          | 1:11:54,6 |
| 2    | Francia     | Anaïs Bescond Enora Latuillière Justine Braisaz Marie Dorin                | 1:12:54,9 |
| 3    | Italia      | Lisa Vittozzi Karin Oberhofer Nicole Gontier Dorothea Wierer               | 1:13:00,7 |
| 4    | Russia      | Ekaterina Glazyrina Dar'ja Virolajnen Ekaterina Jurlova Ekaterina Šumilova | 1:13:11,4 |
| 5    | Norvegia    | Marte Olsbu Synnøve Solemdal Fanny Horn Tiril Eckhoff                      | 1:13:19,2 |
| 6    | Ucraina     | Iryna Varvynec' Julija Džyma Ol'ga Abramova Valentyna Semerenko            | 1:13:37,1 |
| 7    | Bielorussia | Nadzeja Skardzina Nadzeja Pisarava Iryna Kryŭko Dar″ja Domračava           | 1:14:00,4 |
| 8    | Rep. Ceca   | Eva Puskarčíková Gabriela Soukalová Jitka Landová Veronika Vítková         | 1:15:06,3 |
| 9    | Svezia      | Elisabeth Högberg Mona Brorsson Anna Magnusson Emma Nilsson                | 1:15:10,4 |
| 10   | Canada      | Megan Heinicke Rosanna Crawford Audrey Vaillancourt Julia Ransom           | 1:15:34,1 |

13 marzo

### Misto

#### Staffetta 2x6 km + 2x7,5 km
| Pos. | Nazione     | Atleti                                                             | Tempo     |
| ---- | ----------- | ------------------------------------------------------------------ | --------- |
| 1    | Rep. Ceca   | Veronika Vítková Gabriela Soukalová Michal Šlesingr Ondřej Moravec | 1:20:27,2 |
| 2    | Francia     | Anaïs Bescond Marie Dorin Jean-Guillaume Béatrix Martin Fourcade   | 1:20:47,4 |
| 3    | Norvegia    | Fanny Horn Tiril Eckhoff Johannes Thingnes Bø Tarjei Bø            | 1:20:54,9 |
| 4    | Bielorussia | Nadzeja Skardzina Dar″ja Domračava Uladzimir Čapelin Jury Liadaŭ   | 1:20:58,2 |
| 5    | Austria     | Lisa Hauser Katharina Innerhofer Sven Grossegger Simon Eder        | 1:21:27,5 |
| 6    | Germania    | Luise Kummer Franziska Preuß Daniel Böhm Benedikt Doll             | 1:21:50,0 |
| 7    | Italia      | Dorothea Wierer Karin Oberhofer Dominik Windisch Lukas Hofer       | 1:21:51,9 |
| 8    | Stati Uniti | Susan Dunklee Hannah Dreissigacker Lowell Bailey Leif Nordgren     | 1:22:13,8 |
| 9    | Finlandia   | Mari Laukkanen Kaisa Mäkäräinen Ahti Toivanen Olli Hiidensalo      | 1:22:26,7 |
| 10   | Russia      | Jana Romanova Ol'ga Podčufalova Maksim Cvetkov Anton Šipulin       | 1:22:27,4 |

5 marzo

## Medagliere per nazioni
| Pos. | Nazione   | Oro | Argento | Bronzo | Totale |
| ---- | --------- | --- | ------- | ------ | ------ |
| 1    | Francia   | 3   | 2       | 1      | 6      |
| 2    | Germania  | 3   | 2       | 0      | 5      |
| 3    | Norvegia  | 1   | 2       | 4      | 7      |
| 4    | Rep. Ceca | 1   | 2       | 1      | 4      |
| 5    | Russia    | 1   | 1       | 0      | 2      |
| 6    | Ucraina   | 1   | 0       | 1      | 2      |
| 7    | Slovenia  | 1   | 0       | 0      | 1      |
| 8    | Polonia   | 0   | 1       | 1      | 2      |
| 9    | Canada    | 0   | 1       | 0      | 1      |
| 10   | Italia    | 0   | 0       | 2      | 2      |
| 11   | Finlandia | 0   | 0       | 1      | 1      |